# Пхра-Сисанпхет
Пхра-Сисанпхет (тайск. วัดพระศรีสรรเพชญ) — ват в бывшей столице Таиланда Аютии. Ват был основан в 1448 году и разрушен при взятии Аютии бирманцами в 1767 году, в настоящее время находится в руинированном состоянии. Как часть исторической Аютии входит в список всемирного наследия ЮНЕСКО.

## История
Ват находится на части территории, занятой царским дворцом с 1350 года (основание Аютии) по 1448 год. В 1448 году царь Боромотрайлоканат приказал построить здесь ват по образцу Ват-Махатхат в Сукотаи. Его сын, Раматхибоди II, в 1492 году построил две чеди, в которых хранился прах его отца и брата, царя Боромарачи III. Третья чеди была выстроена в 1592 году царём Боромарачей IV, и туда помещён прах самого Раматхибоди II. Три построенных в линию чеди составляют одну из наиболее известных достопримечательностей Аютии.
В 1479 году по приказу Раматхибоди II была построена вихара, в которой с 1483 года находилась золотая статуя Будды высотой 16 метров. Статуя являлась объектом почитания и паломничества. (Другие хроники относят установку статуи к 1499 году и даже к началу XVII века).
В 1740-х годах царь Боромакот приказал провести реставрацию храма.
В XVIII веке на территории вата были также построены несколько десятков чеди меньшего размера, нежели основные три, и в них помещён прах членов царской семьи.
Ват принадлежал непосредственно царской семье, и в нём не жили монахи. Ват использовался исключительно для церемоний с участием царя.
После занятия Аютии бирманцами в 1767 году ват был разграблен и начал приходить в упадок. Имеется рисунок чеди, сделанный в конце XIX века, на котором всё, кроме верхушки, густо заросло лианами. Король Рама I приказал перенести остатки статуи Будды в Бангкок и поместил их в специально построенную чеди в Ват-Пхо.
С 1927 года комплекс находится в ведении Министерства искусства Таиланда. Проводилась частичная реставрация.

## Устройство
Основной достопримечательностью вата являются три отреставрированные чеди, стоящие в его центре на высокой платформе. Западная была предназначена для праха Раматхибоди II, центральная — для Боромарачи II, восточная — для Бороматраилоканата. Чеди построены в классическом стиле по образцу цейлонской архитектуры, и похожи по форме на колокол. В каждой из них с четырёх сторон сделаны небольшие капеллы, куда с платформы ведут крутые лестницы. К каждой из чеди с востока пристроен мондоп, в котором предположительно находился отпечаток ноги Будды.
Вокруг платформы проложена тропа, пхра рабиенг, к которой с запада и с востока примыкали два ныне руинированных здания. Западное представляло собой вихарн (Вихарн Луанг) с золотой статуей Будды, восточное состояло из четырёх соединённых вихарнов. На территории вата располагались также другие вихарны, а также малые чеди для членов царской семьи.
Территория вата обнесена высокой оградой с воротами.